# Mozu kofungun

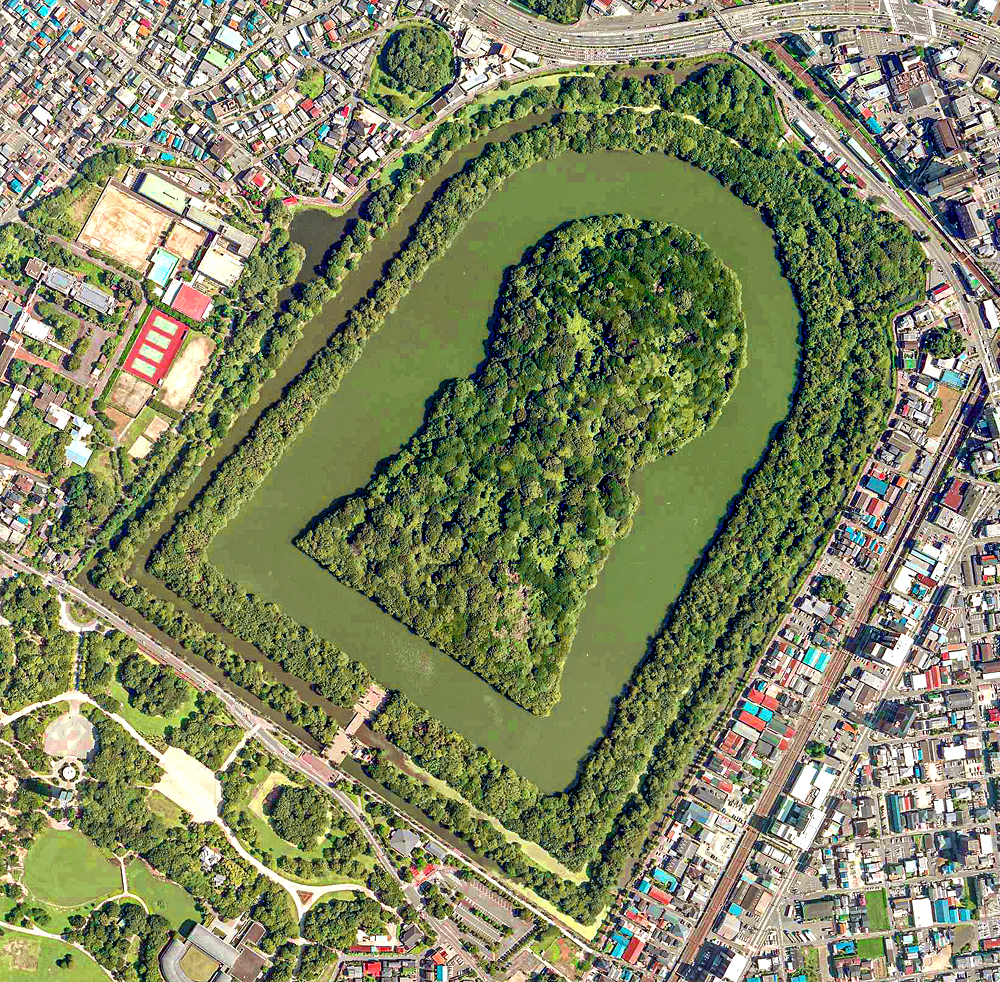
Daisenryo Kofun (Tomba dell'Imperatore Nintoku).

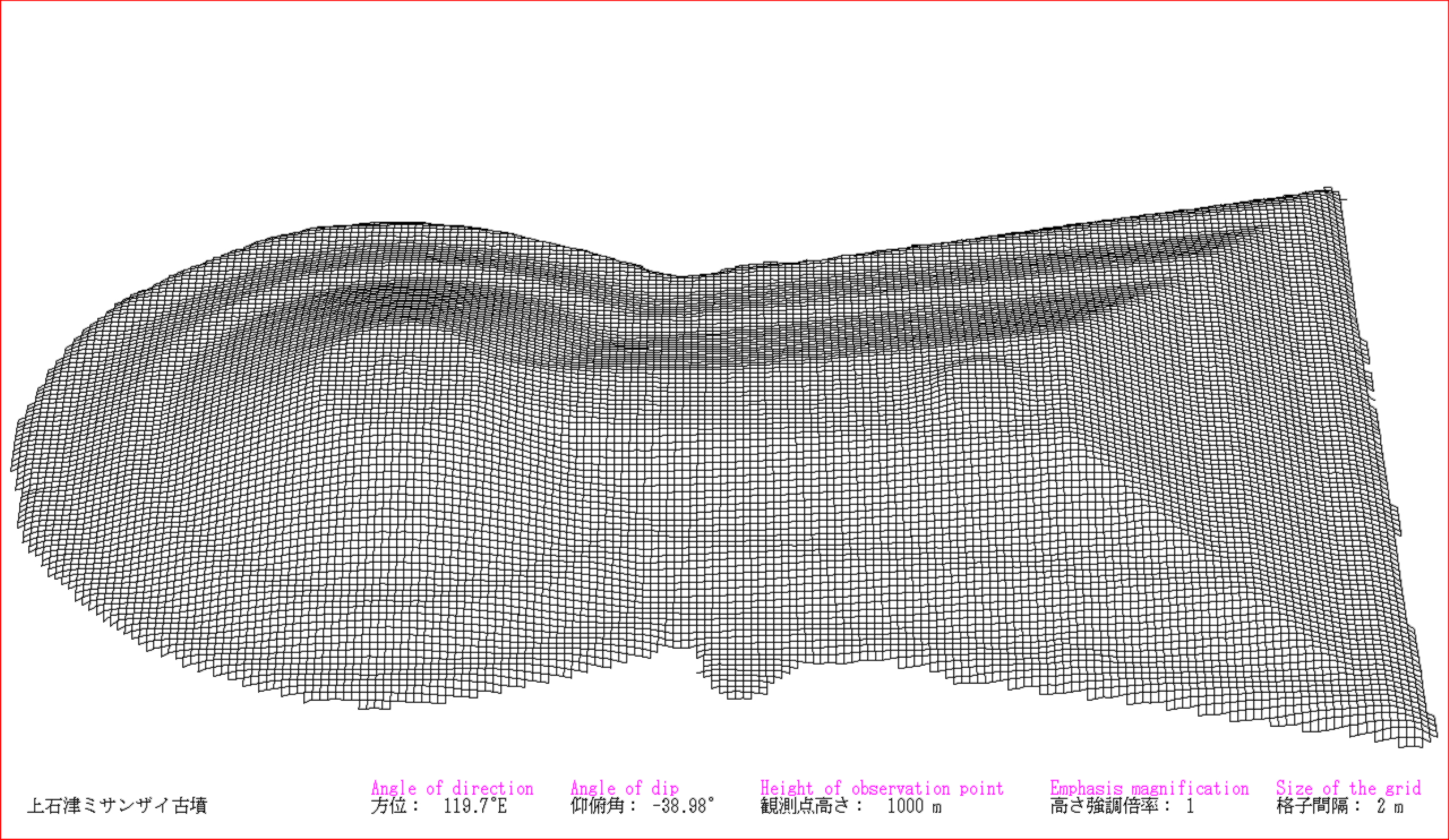
Kamiishizu Misanzai Kofun (Tomba dell'Imperatore Richū) che è stata disegnata in computer grafica 3D. Questo è un kofun. Il secondo per dimensioni del gruppo.

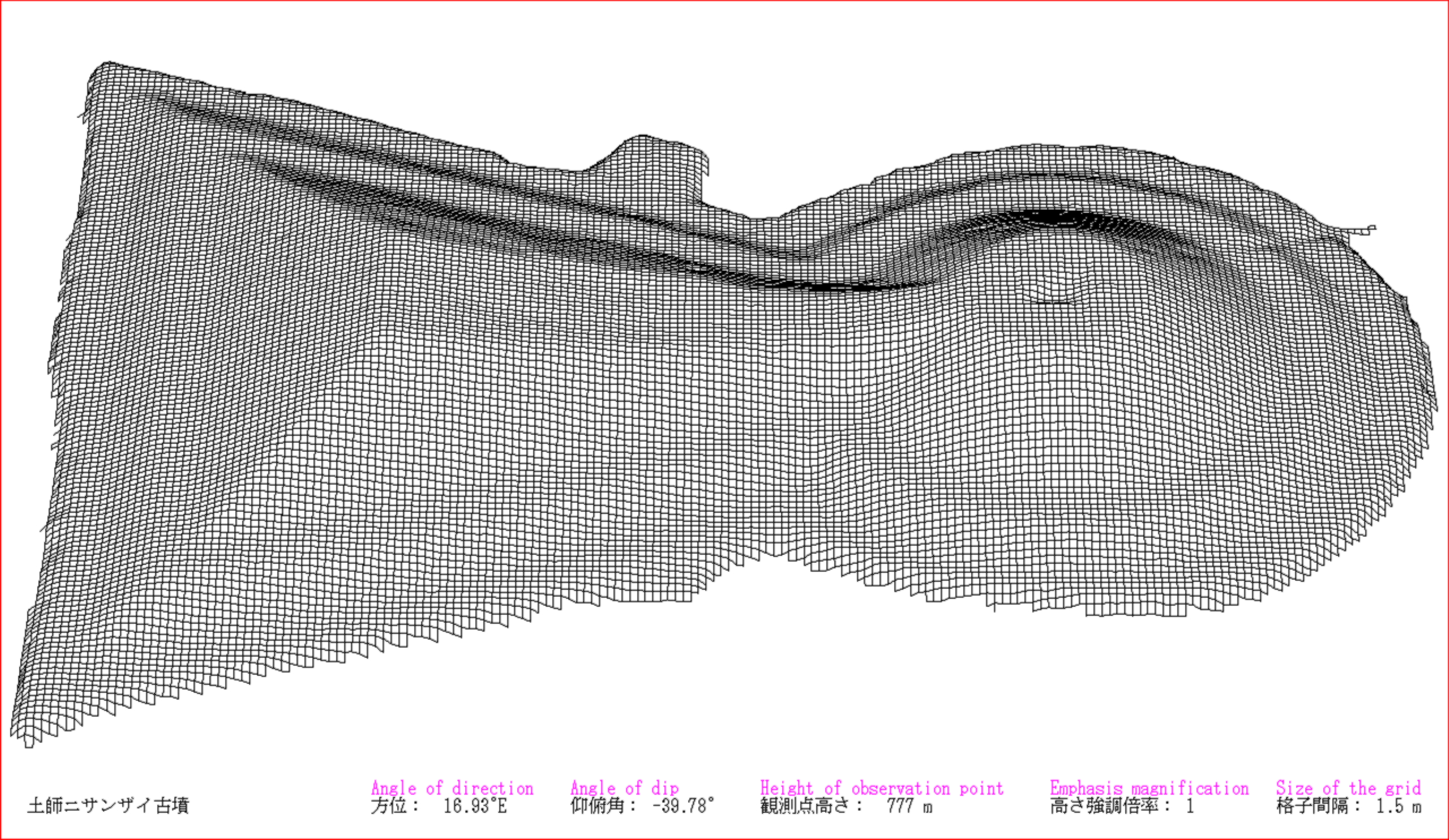
Haze Nisanzai Kofun disegnato in computer grafica 3D. Questo è un kofun terzo per dimensioni del gruppo.

Le Tombe Mozu (百舌鳥古墳群?, Mozu kofungun) sono un gruppo di tombe megalitiche a Sakai, nella prefettura di Osaka, in Giappone. Originariamente composto da più di 100 tombe, rimangono solo meno del 50% delle tombe a "buco di serratura", tonde e rettangolari.
Il Daisenryo kofun (大仙陵古墳?, Daisenryō kofun), il più grande kofun del Giappone, fu costruita in un periodo di 20 anni, a metà del V secolo, durante il periodo Kofun. Sebbene non possa essere confermato con precisione, è comunemente accettato che la tomba sia stata costruita per il defunto imperatore Nintoku. L'Agenzia della Casa Imperiale del Giappone lo tratta come tale.

## Posizione
Il Mozu Kofungun si trova a Sakai, nella prefettura di Osaka, su un terreno terrazzato che si affaccia sulla baia di Osaka. Il gruppo Furuichi kofungun si trova nelle vicine città di Habikino e Fujiidera.

## Storia
Nell'arcipelago giapponese ci sono i tumuli (kofun), che sono cumuli di terra e pietre eretti sopra le tombe della classe dirigente. Ne furono costruiti più di 20.000, come monumenti, tra la seconda parte del III e il VI secolo. Era il periodo di punta della costruzione di tali tumuli. Rappresentano una tradizione culturale che è espressione di "forme e design del kofun", dell'ordine gerarchico sociopolitico e del legame che era prevalente in quel periodo tra le regioni. Questo periodo è definito come il periodo Kofun. I mausolei imperiali più importanti in questo gruppo di tumuli sono quelli degli imperatori Nintoku e Richū.
Ci sono 44 tumuli funerari, compresi quelli parzialmente distrutti. Di questi, 19 sono stati designati come siti storici nazionali e, separatamente, l'Agenzia della Casa Imperiale ne ha stabiliti 3 al Mausoleo dell'Imperatore, 2 al Sito di riferimento della tomba e 18 al Mausoleo. C'erano più di 100 tumuli funerari, ma a causa del rapido sviluppo di terreni residenziali, dopo la seconda guerra mondiale, più della metà andò distrutta.
Nel 2010, il governo giapponese ha proposto che il Daisen Kofun e l'intero gruppo di tombe Mozu e Furuichi fossero designati come patrimonio dell'umanità dell'UNESCO. Nove anni dopo, il 6 luglio 2019, il sito è stato approvato e iscritto come patrimonio dell'umanità secondo i criteri: (iii) e (iv) come Gruppo di kofun di Mozu-Furuichi: tumuli funerari del Giappone antico.

## Caratteristiche
I kofun si trovano in molte forme e dimensioni. Alcuni sono di semplice forma circolare o quadrata (empun e hōfun). I più grandi sono a forma di "buco di serratura" (zempō kōenfun); rappresentano la più alta classe di kofun e sono stati costruiti nei minimi dettagli. I tre aspetti principali di questi kofun sono le loro enormi dimensioni e l'essere circondati da numerosi fossati e molti altri kofun secondari.
Nella pianura di Osaka e nel bacino di Nara, che erano il centro culturale del periodo Kofun, furono costruite le tombe arrotondate e a forma di "buco di serratura" che si estendevano su ampi spazi, di cui quelle di Mozu-Furuichi sono le più importanti. Queste sono due gruppi di kofun datati tra la fine del IV e l'inizio del VI secolo. Questi kofun sono i più grandi del paese. Il Nintoku-tennō-ryō Kofun, è un tumulo che è lungo 486 metri ed è racchiuso da un fossato e una fortificazione lunga 840 metri; si dice che questo sia il più grande tumulo di questo tipo al mondo. Questo ammasso ha anche il Richū-tennō-ryō Kofun, formato da un tumulo di 360 metri e si dice che sia il terzo più grande del paese.
Un altro gruppo di tumuli, situato a circa 10 km dall'ammasso Mozu è conosciuto come il gruppo Furuichi kofungun. Comprende l'Ōjin-tennō-ryō Kofun di 425 metri che si dice sia il secondo più grande del paese. Questo gruppo ha anche altri 11 enormi "kofun a forma di buco di serratura" arrotondati con una lunghezza del tumulo di 200 metri o più.
Una caratteristica di questi tumuli funerari è che contengono, insieme alle persone sepolte, oggetti in ferro, armi tra cui punte di freccia, spade, punte di zappa e vanga e molti altri oggetti simili. Nei tumuli si trovano anche oggetti d'antiquariato realizzati in bronzo dorato come finimenti per cavalli e fibbie per cinture. Il tumulo Daisen Kofun è lungo circa 500 metri e largo 300 nel suo punto maggiore, mentre l'intera area della tomba è lunga 840 metri. Racchiuso da tre fossati, il tumulo si erge a circa 35 m sopra il terreno circostante. Il fossato interno è il più largo e misura circa 60 metri. Il tumulo occupa un'area di circa 100000 m2 e l'intera tomba ha una superficie di 460000m2.
Oggi la tomba è off-limits e protetta dall'Agenzia della Casa Imperiale nel centro della città di Sakai. I fossati sono stati mantenuti e costituiscono un santuario per pesci e uccelli acquatici. Il tumulo stesso è completamente ricoperto di vegetazione. Una piattaforma di osservazione, dal secondo fossato (centrale), è accessibile sul lato sud del sito. La piattaforma di osservazione si trova a 500 metri dalla stazione di Mozu sulla linea Hanwa e si trova direttamente di fronte al Museo civico di Sakai. Questo museo fornisce ai visitatori informazioni sul kofun e sulla sua storia.